# Iași Open 2024
Lo Iași Open 2024 è stato un torneo maschile e femminile di tennis professionistico giocato sulla terra rossa. È stata la 5ª edizione del torneo maschile, facente parte della categoria Challenger 100 nell'ambito dell'ATP Challenger Tour 2024, con un montepremi di 120 950 €. È stata la 3ª edizione del torneo femminile, facente parte per la prima volta della categoria WTA 250 nell'ambito del WTA Tour 2024, con un montepremi di 232 244 €. Entrambi si sono giocati al Baza Sportivă Ciric di Iași, in Romania. Il torneo maschile si è giocato dall'8 al 14 luglio 2023 mentre quello femminile si è giocato sugli stessi campi dal 22 al 26 luglio 2024.

## Partecipanti singolare maschile

### Teste di serie
| Nazionalità | Giocatore                 | Ranking* | Testa di serie |
| ----------- | ------------------------- | -------- | -------------- |
| Argentina   | Camilo Ugo Carabelli      | 100      | 1              |
| Spagna      | Albert Ramos Viñolas      | 107      | 2              |
| Argentina   | Juan Manuel Cerúndolo     | 139      | 3              |
| Argentina   | Román Andrés Burruchaga   | 142      | 4              |
| Stati Uniti | Nicolas Moreno de Alboran | 146      | 5              |
| Bolivia     | Hugo Dellien              | 171      | 6              |
| Brasile     | Gustavo Heide             | 185      | 7              |
| Francia     | Enzo Couacaud             | 195      | 8              |

* Ranking al 1º luglio 2024.

### Altri partecipanti
I seguenti giocatori hanno ricevuto una wild card per il tabellone principale:
- Gabi Adrian Boitan
- Cezar Crețu
- Nicholas David Ionel

I seguenti giocatori sono entrati in tabellone come alternate:
- Filip Cristian Jianu
- Vitaliy Sachko

I seguenti giocatori sono passati dalle qualificazioni:
- Michael Vrbenský
- Alejo Lorenzo Lingua Lavallén
- Bogdan Bobrov
- Sebastian Gima
- Radu Mihai Papoe
- Ilya Snițari

Il seguente giocatore è entrato in tabellone come lucky loser:
- Robert Strombachs

## Partecipanti singolare femminile

### Teste di serie
| Nazionalità | Giocatrice         | Ranking* | Testa di serie |
| ----------- | ------------------ | -------- | -------------- |
|             | Mirra Andreeva     | 31       | 2              |
| Germania    | Tatjana Maria      | 60       | 2              |
| Romania     | Jaqueline Cristian | 66       | 3              |
|             | Anna Blinkova      | 74       | 4              |
|             | Elina Avanesjan    | 75       | 5              |
| Italia      | Martina Trevisan   | 77       | 6              |
| Argentina   | María Carlé        | 93       | 7              |
| Ungheria    | Anna Bondár        | 98       | 8              |

* Ranking al 15 luglio 2024.

### Altre partecipanti
Le seguenti giocatrici hanno ricevuto una wild card per il tabellone principale:
- Irina Bara
- Miriam Bulgaru
- Elena-Gabriela Ruse

Le seguenti giocatrici sono passate dalle qualificazioni:

- Marie Benoît
- Alëna Falej
- Séléna Janicijevic
- Varvara Lepchenko
- Gergana Topalova
- Simona Waltert

Le seguenti giocatrici sono entrate in tabellone come lucky loser:
- Lea Bošković
- Nuria Brancaccio

### Ritiri
Prima del torneo
- Ana Bogdan → sostituita da  Chloé Paquet
- Bernarda Pera → sostituita da  Nuria Párrizas Díaz
- Julija Putinceva → sostituita da  Olga Danilović
- Arantxa Rus → sostituita da  Marina Bassols Ribera
- Mayar Sherif → sostituita da  Anca Todoni
- Laura Siegemund → sostituita da  Nuria Brancaccio

## Partecipanti doppio femminile

### Teste di serie
| Nazione     | Giocatrice         | Nazione     | Giocatrice         | Ranking* | Teste di serie |
| ----------- | ------------------ | ----------- | ------------------ | -------- | -------------- |
| Kazakistan  | Anna Danilina      |             | Irina Chromačëva   | 94       | 1              |
|             | Aleksandra Panova  |             | Jana Sizikova      | 98       | 2              |
| Regno Unito | Maia Lumsden       | Rep. Ceca   | Anna Sisková       | 138      | 3              |
| Italia      | Angelica Moratelli | Stati Uniti | Sabrina Santamaria | 159      | 4              |

* Ranking al 15 luglio 2024.

### Altre partecipanti
Le seguenti coppie di giocatrici hanno ricevuto una wild card per il tabellone principale:
- Miriam Bulgaru /  Georgia Crăciun
- Cristina Dinu /  Andreea Prisăcariu

## Punti
| Evento              | V   | F   | SF | QF | 2T   | 1T | Q    | Q2   | Q1   |
| Singolare maschile  | 100 | 50  | 25 | 14 | 7    | 0  | 4    | 2    | 0    |
| Doppio maschile     | 100 | 60  | 36 | 20 | N.D. | 0  | N.D. | N.D. | N.D. |
| Singolare femminile | 250 | 163 | 98 | 54 | 30   | 1  | 18   | 12   | 1    |
| Doppio femminile    | 250 | 163 | 98 | 54 | N.D. | 1  | N.D. | N.D. | N.D. |

## Montepremi
| Evento              | V        | F        | SF       | QF      | 2T      | 1T      | Q2      | Q1      |
| Singolare maschile  | 16 550 € | 9 705 €  | 5 740 €  | 3 340 € | 1 960 € | 1 200 € | 600 €   | 300 €   |
| Doppio maschile*    | 6 845 €  | 4 050 €  | 2 400 €  | 1 420 € | N.D.    | 800 €   | N.D.    | N.D.    |
| Singolare femminile | 30 650 € | 18 110 € | 10 100 € | 5 750 € | 3 512 € | 2 512 € | 1 860 € | 1 200 € |
| Doppio femminile*   | 11 150 € | 6 270 €  | 3 600 €  | 2 150 € | N.D.    | 1 652 € | N.D.    | N.D.    |

*per team

## Campioni

### Singolare maschile
Hugo Dellien ha sconfitto in finale  Javier Barranco Cosano con il punteggio di 6–1, 6–1.

### Singolare femminile
Mirra Andreeva ha sconfitto in finale  Elina Avanesjan con il punteggio di 5–7, 7–5, 4–0 ritiro.
- É il primo titolo in carriera per Andreeva.

### Doppio maschile
Cezar Crețu /  Bogdan Pavel hanno sconfitto in finale  Karol Drzewiecki /  Piotr Matuszewski con il punteggio di 2–6, 6–2, [10–4].

### Doppio femminile
Anna Danilina /  Irina Chromačëva hanno sconfitto in finale  Aleksandra Panova /  Jana Sizikova con il punteggio di 6–4, 6–2.